# Kim Longinotto
Kim Longinotto, de son nom complet Kimona Sally-Anne Longinotto-Landseer née le 8 février 1950 à Londres est une réalisatrice et documentariste britannique, bien connue pour ses films qui mettent en lumière le sort des femmes victimes d'oppression ou de discrimination. Longinotto a réalisé plus de 20 films, qui ont généralement pour thème central des femmes et des filles inspirantes. Parmi les sujets qu'elle a traités, citons les mutilations génitales féminines au Kenya (The Day I Will Never Forget), les femmes qui tiennent tête aux violeurs en Inde (Pink Saris) et l'histoire de Salma, une Indienne musulmane qui a fait circuler clandestinement de la poésie dans le monde entier alors qu'elle était enfermée par sa famille pendant des décennies.

## Biographie
Née Kimona Sally-Anne Longinotto-Landseer d'un père italien et d'une mère galloise le 8 février 1950 ; son père était un photographe qui a ensuite fait faillite. À l'âge de 10 ans, elle est envoyée dans un internat draconien pour filles, où elle a du mal à se faire des amies car la maîtresse interdit à quiconque de lui parler pendant un trimestre après qu'elle s'est perdue lors d'un voyage scolaire. Elle découvre que son nom de famille "Landseer" est un nom inventé, elle abandonne donc le nom de Landseer et garde simplement Longinotto. Après une période d'itinérance, elle est entrée à l'Université de l'Essex, où elle a étudié la littérature anglaise et l'écriture. Elle a ensuite suivi son ami et futur réalisateur Nick Broomfield à la National Film and Television School. Pendant ses études, elle a réalisé Pride of Place, un documentaire sur son pensionnat qui a été présenté au London Film Festival.

## Carrière
Longinotto est un cinéaste d'observation. Le cinéma d'observation, également connu sous le nom de cinéma direct, de cinéma libre ou de cinéma vérité, exclut généralement certaines techniques documentaires telles que la planification avancée, le scénario, la mise en scène, la narration, l'éclairage, la reconstitution et l'interview. La discrétion de Longinotto, qui est un élément important du documentaire d'observation, donne aux femmes filmées une certaine voix et une présence qui n'auraient pas pu émerger avec un autre genre documentaire.
Elle dirige une société de production, Vixen Films, qu'elle a fondée en 1988 avec Claire Hunt sous le nom de Twentieth Century Vixen Productions.

## Filmographie
- Pride of Place (1976)
- Theatre Girls (1978)
- Cross and Passion (1981)
- Underage (1982)
- Eat the Kimono (1989)
- Hidden Faces (1990)
- The Good Wife of Tokyo (1992)
- Dream Girls (1994)
- Shinjuku Boys (1995)
- Rock Wives (1996)
- Divorce Iran Style (1998)
- Gaea Girls (2000)
- Runaway (2001)
- The Day I Will Never Forget (2002)
- Sisters In Law (2005) Co-réalisatrice (avec Florence Ayisi)
- Hold Me Tight, Let Me Go (2007)
- Rough Aunties (2008)
- Pink Saris (2010)
- Salma (2013)
- Love Is All (2014)
- Dreamcatcher (2015)
- Shooting the Mafia (2019)

## Distinctions
- Shinjuku Boys (1995) a été jugé meilleur documentaire au festival du film gay et lesbien de San Francisco.
- Divorce Iranian Style (1998) a remporté le Grand Prix du meilleur documentaire au Festival international du film de San Francisco et le Prix Hugo au Festival international du film de Chicago.
- Runaway (2001) a reçu le prix des droits de l'enfant (filmpreis für Kinderrechte) au Festival indépendant du film d'Osnabrück.
- The Day I Will Never Forget (2002) a reçu le DOEN Award d'Amnesty International à l'IDFA et le Best Doc UK Spotlight à Hot Docs.
- Sisters in Law (2005) a remporté le Prix Art et Essai et la Mention spéciale Europa Cinemas au festival de Cannes en 2005.
- Rough Aunties (2008) a remporté le Grand Prix du Jury du cinéma mondial au Festival du film de Sundance et faisait partie de la sélection officielle du Sheffield Doc/Fest 2009.
- Pink Saris (2010) a remporté le prix spécial du jury au Sheffield Doc/Fest 2010, où Longinotto a également remporté l'Inspiration Award, un trophée décerné à une personnalité du monde du documentaire qui a défendu ce médium.
- Dreamcatchers (2015) a reçu le prix Voice of a Woman (VOW) du documentaire[12].